# La stazione (film 1990)
La stazione è un film del 1990 diretto da Sergio Rubini. Si tratta della versione cinematografica dell'omonimo lavoro teatrale di Umberto Marino, modellato sulla figura e sulle caratteristiche dell'allora giovane Sergio Rubini.

## Trama
Il timido capostazione Domenico alterna la vita con la madre anziana al lavoro solitario nella piccolissima postazione, quasi isolata nella campagna pugliese. Della sua sede sa tutto e vive una routine fatta di orologi, campanelle, treni. Sa anche che il pesante portello di una scansia si apre sempre alla stessa ora, immancabilmente sollecitato dalle vibrazioni del rapido di passaggio, e diventato cedevole anche alle vibrazioni della vicina pendola che suona ogni ora.
Una notte questa routine si spezza: nella stazione piomba sconvolta una giovane e bella donna, fattasi accompagnare da un amico. È fuggita da una villa poco lontano dove, durante una festa, il suo compagno ubriaco ha lasciato capire che sta con lei soltanto perché, grazie all'influenza di suo padre, potrà concludere un affare.
Lo stesso uomo arriva poco dopo a recuperare la donna. Ma ne nasce una lite, il piccolo capostazione per difendere la donna (che gli piace moltissimo) vince la sua timidezza e lo mette alla porta. Il violento uomo arriva ad assediare la piccola stazione, sbarrata, dando fuoco all'auto di Domenico, prima di riuscire a penetrare all'interno. Ormai furente, sta per picchiare selvaggiamente sia il capostazione che la donna. Ma Domenico, con l'aiuto del portellone della scansia, vincerà l'impari lotta.
Tra lui e la donna si è ormai creata una tensione, una attrazione che prelude a ben altro. Ma le differenze sociali sono troppe, ed i due si divideranno.

## Produzione
La commedia, scritta da Umberto Marino, doveva essere la storia di un uomo che sequestra una donna e che finisce per innamorarsene, ricambiato. Durante la stesura della pièce l'incontro con Sergio Rubini, che gli raccontava del padre capostazione e dell'infanzia vissuta in un paesino pugliese, lo portò ad abbandonare il motivo del sequestro e di confezionare per Rubini un testo su misura, ambientando i personaggi in una stazione e puntando sullo scontro fra le due anime dell'epoca moderna: fra un uomo provinciale e ingenuo, legato alla solida tradizione contadina, e una donna metropolitana, emancipata e nevrotica, affascinante e pericolosa. 
Ottenuto un personale successo come protagonista della commedia, Sergio Rubini fu invitato dal produttore Domenico Procacci a ricavarne un film. Avendo percepito fin dalla prima lettura il potenziale cinematografico della storia, Rubini decise di non limitarsi a una trasposizione del testo, rendendo molto più articolata la sceneggiatura ferma restando la volontà di non tradire lo spirito della commedia originale. Confermando il gruppo teatrale originario dei tre protagonisti (oltre a lui Margherita Buy, all'epoca sua compagna, ed Ennio Fantastichini), furono aggiunti numerosi personaggi secondari affidati a professionisti pugliesi che avrebbero contribuito a sbozzare l'ambiente, ottenendo in cambio l'alleggerimento del dialogo da tutte le battute informative che in teatro erano necessarie in nome della convenzione scenica. Si giunse alla terza stesura del copione, ma prima di dare inizio alle riprese le versioni successive diventarono undici per problemi di ambientazione, di montaggio e per altri motivi produttivi.
Il film, autobiografico nell'ambientazione pugliese, fu girato quasi interamente all'interno della stazione di San Marco in Lamis delle Ferrovie del Gargano. Alcune scene furono ambientate nel paese natale di Rubini, Grumo Appula, ed altre tra Apricena e Foggia.

## Accoglienza
I risultati al botteghino furono molto incoraggianti. Tuttavia chi vide la versione teatrale continuò a preferire il finale originale di Umberto Marino (la ricca Buy lascia il deluso capostazione Rubini, che l'ha salvata, concedendogli solo un rapido bacio sulla punta delle labbra), a quella cinematografica (è Rubini a mettere la Buy sul treno, quindi a sancire l'abbandono, con una trasformazione di carattere che rasenta, pur evitandolo, il lieto fine di marca filmica).

## Riconoscimenti
- 1990 - Festival Internazionale del Cinema di Venezia
  - Premio Settimana internazionale della critica
- 1991 - David di Donatello
  - Miglior regista esordiente a Sergio Rubini
  - Migliore attrice protagonista a Margherita Buy
  - Nomination Miglior film
  - Nomination Migliore sceneggiatura a Filippo Ascione, Sergio Rubini e Umberto Marino
  - Nomination Miglior produttore a Domenico Procacci
  - Nomination Migliore attore protagonista a Sergio Rubini
  - Nomination Miglior montaggio a Angelo Nicolini
  - Nomination Miglior sonoro a Franco Borni

- 1991 - Nastro d'argento
  - Migliore attrice protagonista a Margherita Buy
  - Migliore regista esordiente a Sergio Rubini
  - Nomination Miglior produttore a Domenico Procacci
  - Nomination Migliore sceneggiatura a Filippo Ascione, Sergio Rubini e Umberto Marino
- 1991 - Globo d'oro
  - Miglior opera prima a Sergio Rubini
- 1991 - Ciak d'oro
  - Migliore attrice protagonista a Margherita Buy[2]
  - Migliore opera prima a Sergio Rubini[2]